# Communauté de communes du Grand Lussan
La communauté de communes du Grand Lussan est une ancienne communauté de communes française située dans le département du Gard et la région Languedoc-Roussillon.
Il a fusionné, le 1er janvier 2013, avec la communauté de communes de l'Uzège, pour former la communauté de communes Pays d'Uzès.

## Composition
Cet EPCI comprenait 9 communes à sa disparition :
- La Bastide-d'Engras
- Belvézet
- La Bruguière
- Fons-sur-Lussan
- Fontarèches
- Lussan
- Pougnadoresse
- Saint-Laurent-la-Vernède
- Vallérargues

## Administration
| Période                                  | Période | Identité        | Étiquette | Qualité                              |
| ---------------------------------------- | ------- | --------------- | --------- | ------------------------------------ |
| Les données manquantes sont à compléter. |         |                 |           |                                      |
| 2004                                     | 2012    | Fabrice Verdier | PS        | Maire de Fons-sur-Lussan (2001-2020) |
| 2012                                     | 2012    | Michel Guerber  |           |                                      |